# روبرت باكر
روبرت باكر (بالإنجليزية: Robert T. Bakker)‏ (و. 1945 – م) هو إحاثي، وروائي، وأستاذ جامعي، من الولايات المتحدة الأمريكية، ولد في مقاطعة بيرغن.

## التعليم
تعلم في جامعة هارفارد، وجامعة ييل.

## مناصب وهيئات
أدار جامعة جونز هوبكينز.

## وصلات خارجية
- روبرت باكر على موقع IMDb (الإنجليزية)
- روبرت باكر على موقع إن إن دي بي (الإنجليزية)
- روبرت باكر على موقع قاعدة بيانات الفيلم (الإنجليزية)